# Steirastoma
Steirastoma – rodzaj chrząszczy z rodziny kózkowatych. 

## Zasięg występowania
Przedstawiciele tego rodzaju występują w  Ameryce Północnej i Południowej od Argentyny na płd. po Meksyk i Karaiby na płn.

## Systematyka
Do Steirastoma zaliczanych jest 19 gatunków:
- Steirastoma acutipenne
- Steirastoma aethiops
- Steirastoma albiceps
- Steirastoma anomala
- Steirastoma breve
- Steirastoma coenosa
- Steirastoma genisspina
- Steirastoma histrionica
- Steirastoma liturata
- Steirastoma lycaon
- Steirastoma marmorata
- Steirastoma melanogenys
- Steirastoma meridionale
- Steirastoma poeyi
- Steirastoma pustulata
- Steirastoma senex
- Steirastoma stellio
- Steirastoma thunbergi
- Steirastoma zischkai